# Pierre Borjon de Scellery
Pierre Borjon de Scellery (* 24. April 1633 in Pont-de-Vaux; † 4. Mai 1691 in Paris) war ein französischer Jurist und Komponist.
Borjon de Scellery war als Anwalt an den Gerichtshöfen in Dijon und Paris tätig.
1672 veröffentlichte er das Lehrwerk Traité de la musette für die Musette de Cour.